# Tonalepass
Der Tonalepass (italienisch Passo del Tonale, deutsch veraltet: Tunölpass) ist ein 1882 m s.l.m. hoher Alpenpass in Italien, an der Grenze zwischen dem Trentino und der Lombardei. Der Pass wird von der Strada Statale 42 del Tonale e della Mendola überquert.

## Etymologie
Der Pass wurde erstmals als Thonale in einer Schenkungsurkunde Karls des Großen an das Kloster Saint-Martin de Tours im Jahr 774 schriftlich erwähnt. 1220 taucht er als Tonalis auf. Der Name ist vermutlich vorrömischen Ursprungs und stammt aus dem keltischen tŭnna (Fass) oder tuna (Höhle), an die das Suffix -ale angehängt wurde.

## Lage
Der Pass trennt das lombardische Valcamonica im Westen vom Val di Sole (Sulztal) im Trentino im Osten. Diese zwei Täler bilden die Tonalelinie, den Westteil der periadriatischen Naht, einer aktiven geologischen Störungslinie, die sich östlich bis Friaul und Slowenien fortsetzt.
Der Pass liegt auf der Wasserscheide zwischen Po (die Gewässer, die nach Westen fließen) und Etsch (die Gewässer, die nach Osten fließen).
Südlich des Tonalepasses schließt sich die Adamellogruppe mit der Bergkette der Presanella an, im Norden der Hauptkamm der Ortler-Alpen. Vom Pass und einigen Kilometern davor hat man einen prächtigen Blick nach Süden – Paradiso 2600 m und in 10–15 km die Gipfel rings um den Adamello (3.554 m) –, während 3 km nördlich die zwei Gipfel des Monte Tonale (2.700 m) liegen.
Auf dem Pass steht ein italienisches Kriegsdenkmal (Monumento Ossario) von 1936, eine Kirche, eine Ausbildungskaserne der Alpini sowie zahlreiche touristische Einrichtungen, darunter mehrere Lifte und Seilbahnen. Südwestlich der Passhöhe liegt das NATURA 2000 Schutzgebiet Torbiera del Tonale, ein 62 ha großes Moorgebiet.

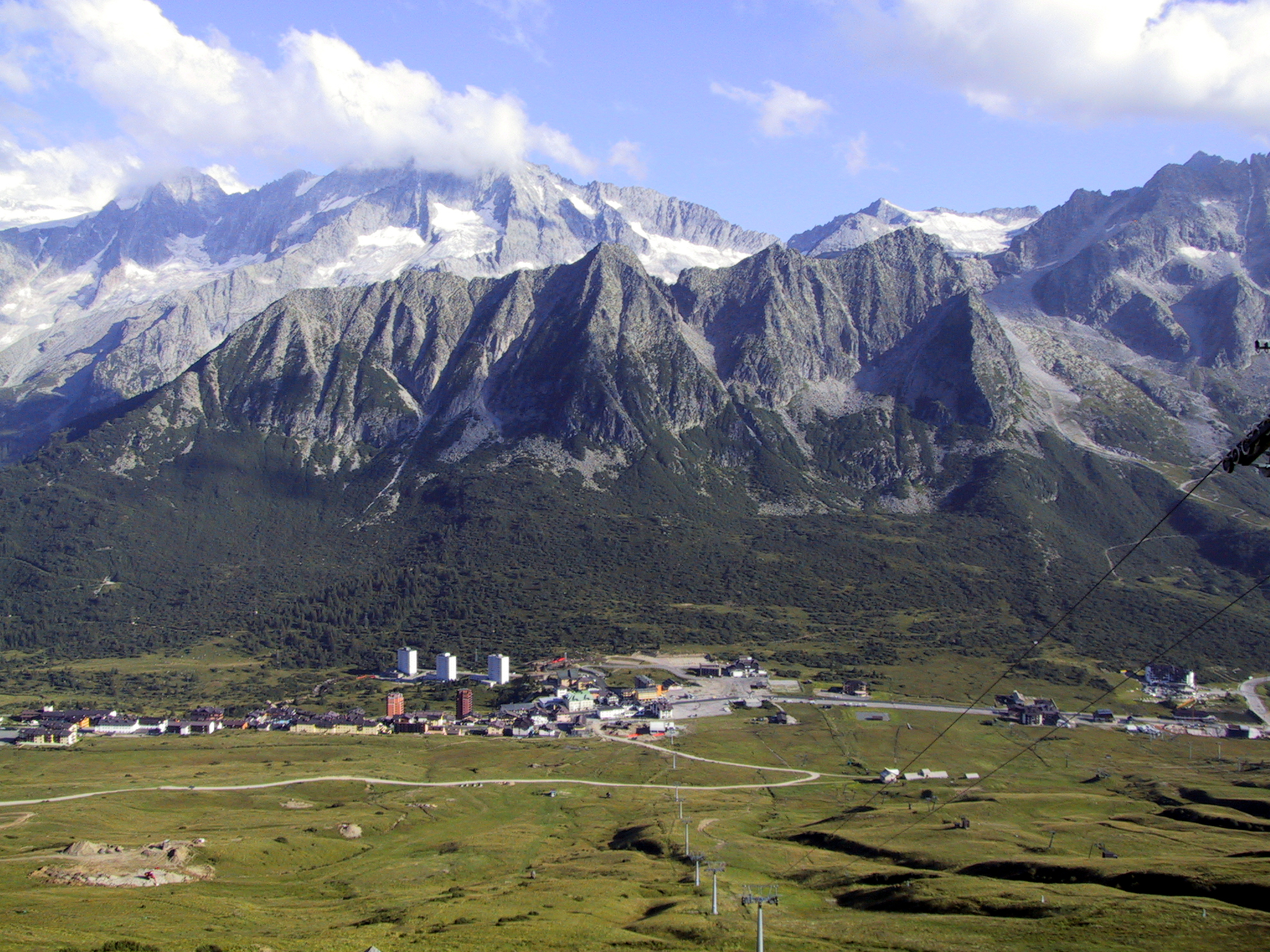
Tonalepass im Sommer mit Blick auf den Monticellograt und den Presenagletscher
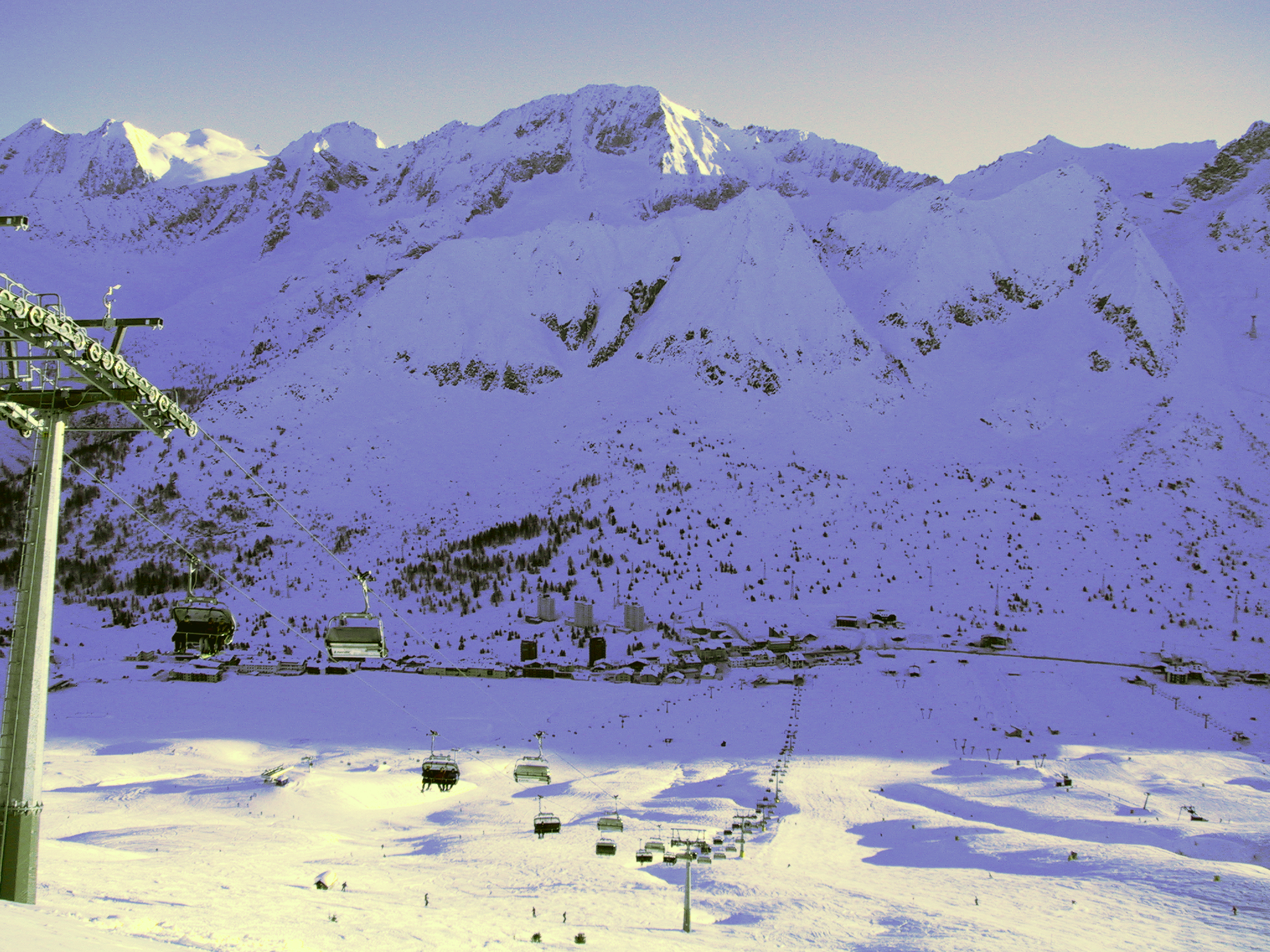
Schneebedeckter Tonalepass mit Blick auf Monticello und Presena
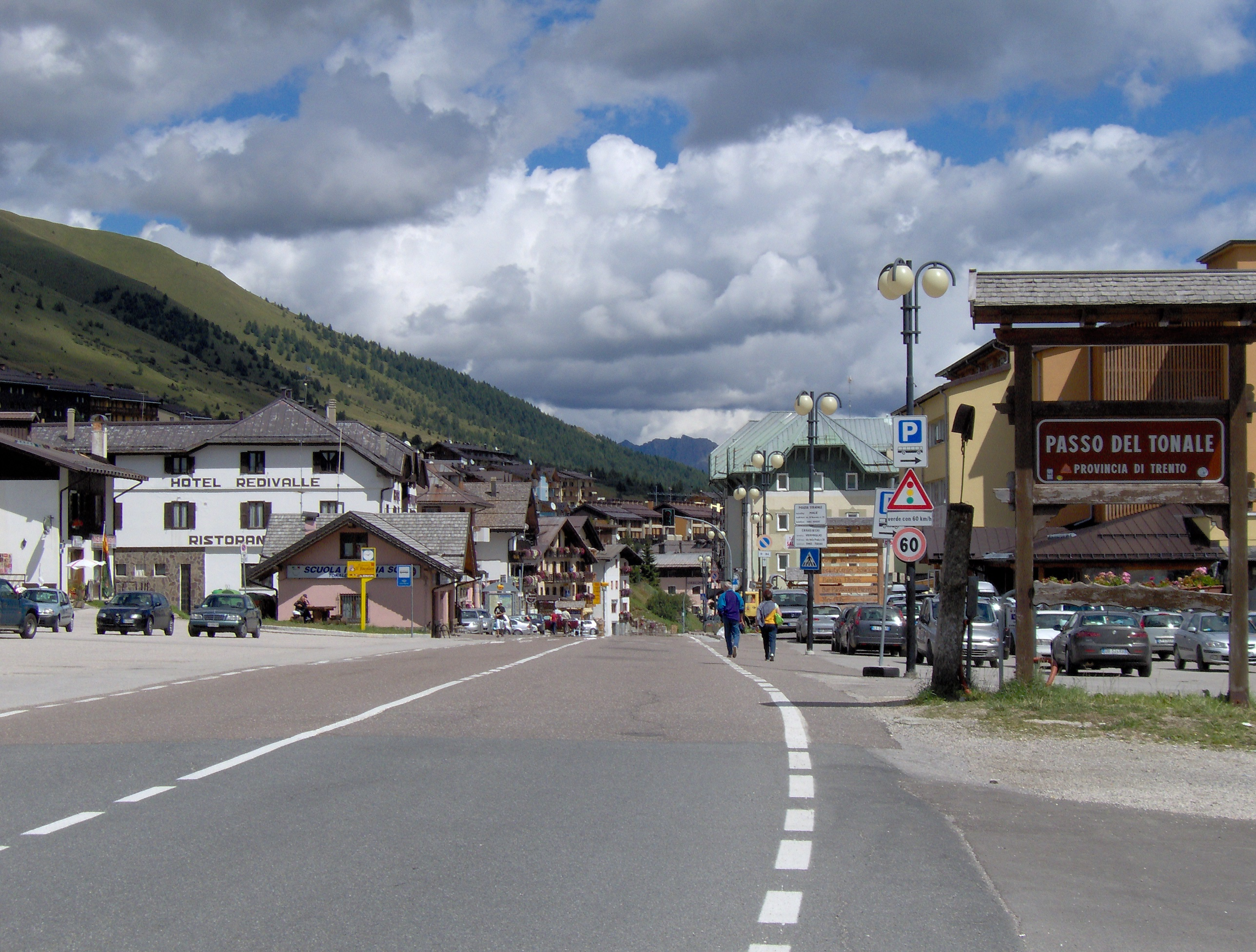
Passstraße mit Passschild in Fahrtrichtung Val di Sole

## Geschichte
Im Oktober–November 1166 zog der Stauferkaiser Friedrich I. erneut nach Italien, um die rebellischen Italiener zu unterwerfen. Als die guelfischen Veroneser die Veroneser Klause sperrten, umging der Kaiser diese, indem er über den Tonalepass zog und über die Valcamonica die Lombardei erreichte. Ansonsten aber hatte der Tonalepass eher Bedeutung für den Handelsverkehr. Der war aber, zumindest ab dem späten Mittelalter sogar international und überaus bedeutend. An die Bedeutung, die der Tonale einst im Mittelalter hatte, erinnert ein Hospiz (1971 m) nordöstlich oberhalb des eigentlichen Passes. Hier führte einst der alte Saumweg entlang, weshalb man dann an dieser Stelle auch das Hospiz mit einer romanischen San-Bartolomeo-Kapelle anlegte.
Während des Zweiten Koalitionskrieges versuchte der französische General Jacques MacDonald in der Nacht vom 22. auf den 23. Dezember 1800 mit 15.000 Mann über den Pass zu ziehen, um weiter auf Trient vorzustoßen. Der Versuch scheiterte bei Schneesturm auch am heftigen Abwehrfeuer der österreichischen Artillerie. Der Übergang gelang wenige Tage später, Anfang Januar 1801, nachdem sich die Österreicher zurückgezogen hatten. Am 6. Januar 1801 standen die Franzosen schließlich in Trient.
Von 1854 bis 1856 wurde der alte Saumweg über den Tonalepass durch eine moderne Fahrstraße ersetzt (Planung durch Anton Geppert), die anfangs vor allem aus militärischen Aspekten heraus erbaut wurde. Nachdem 1887 die Straße über den Mendelpass und 1938 auch die über das Gampenjoch fertiggestellt wurde, wertete dies letztendlich auch den Tonalepass auf. Eine weitere Aufwertung verpasste der Tonalepass, als eine geplante Schmalspurbahn zwischen Tirano und Malé, die neben dem Apricapass auch den Tonalepass überqueren sollte, nicht gebaut wurde.

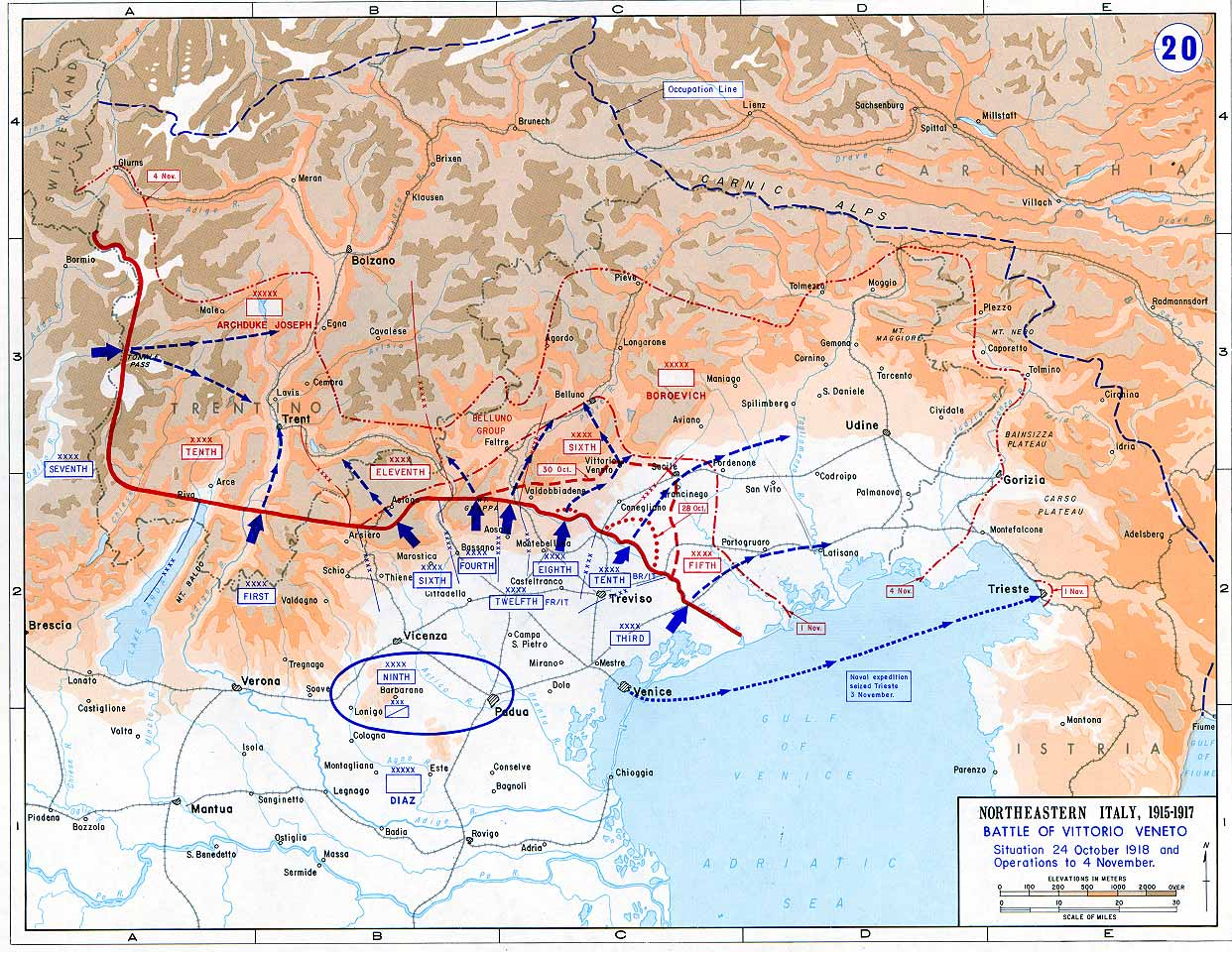
Schlacht von Vittorio Veneto, Tonale im Westen

Der Pass war früher die Grenze zwischen der Lombardei im Westen und Tirol im Osten. Im Sardinischen Krieg 1859 verlor Österreich seine Herrschaft über die Lombardei. Damit wurde der Pass zur Grenze zwischen Italien und Österreich bis zum Ersten Weltkrieg.

### Erster Weltkrieg
Am Anstieg aus dem Val di Sole zum Pass befinden sich die Ruinen der österreichisch-ungarischen Sperre Tonale.
Im Gebirgskrieg 1915–1918 war der Pass dann Teil der Kriegsfront zwischen Italien und Österreich-Ungarn. Im Sommer 1918 führten hier die Österreicher einen Scheinangriff, das Unternehmen Lawine, um von dem eigentlich geplanten Angriff im Osten im Zuge der zweiten Piaveschlacht abzulenken.
In den Wirren der letzten Kriegstage des Ersten Weltkriegs stießen italienische Truppen auch über den Tonalepass östlich in das Nonstal vor, schnitten österreichisch-ungarischen Truppen den Weg nach Norden ab und nahmen sie gefangen. Dies geschah in der Folge der für Italien siegreichen Schlacht von Vittorio Veneto und des Waffenstillstands von Villa Giusti.

### Touristische Erschließung
Heute bildet der Pass die Grenze zwischen den italienischen Regionen Trentino-Südtirol im Osten und der Lombardei im Westen und ist ein bekanntes Wintersportgebiet. Im Zuge der touristischen Erschließung des Passes wurden Ende der 1970er Jahre drei 30 m hohe Hochhäuser mit Ferienwohnungen südöstlich der Passhöhe hochgezogen. Das umstrittene Projekt Torri del Tonale (deut. Tonaletürme) stellte einen drastischen Einschnitt für das Landschaftsbild dar und symbolisiert die zügellose touristische Entwicklung in der Provinz Trient der 1970er Jahre. Von den ursprünglich fünf geplanten Hochhäusern wurden am Ende nur drei gebaut.

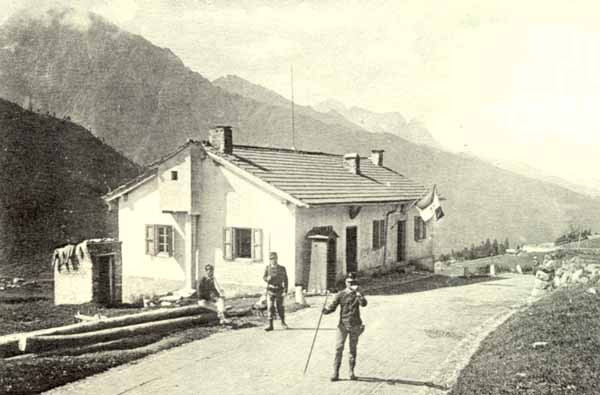
Grenzübergang Österreich / Italien auf dem Tonalepass im Jahre 1902
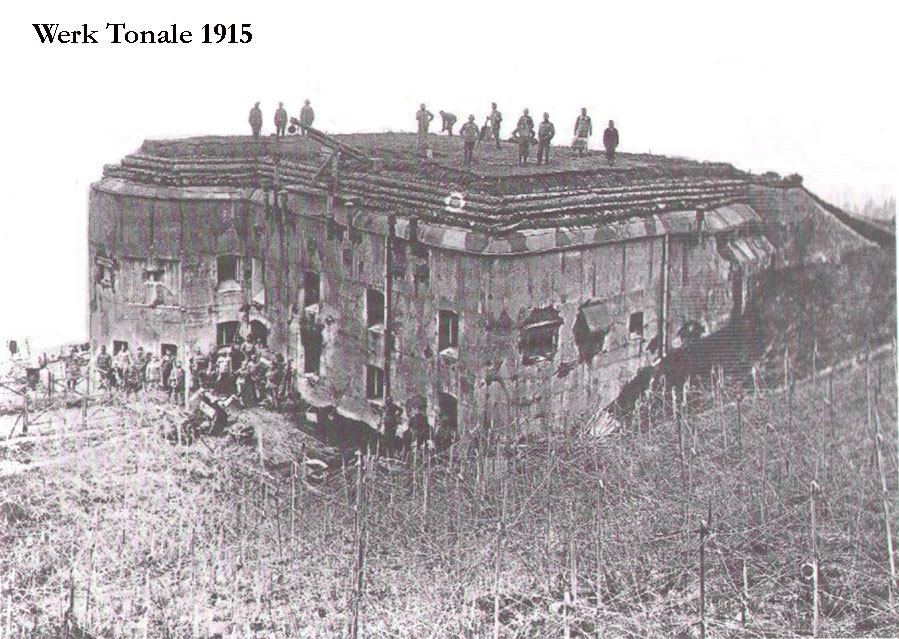
Österreichisches Festungswerk Tonale
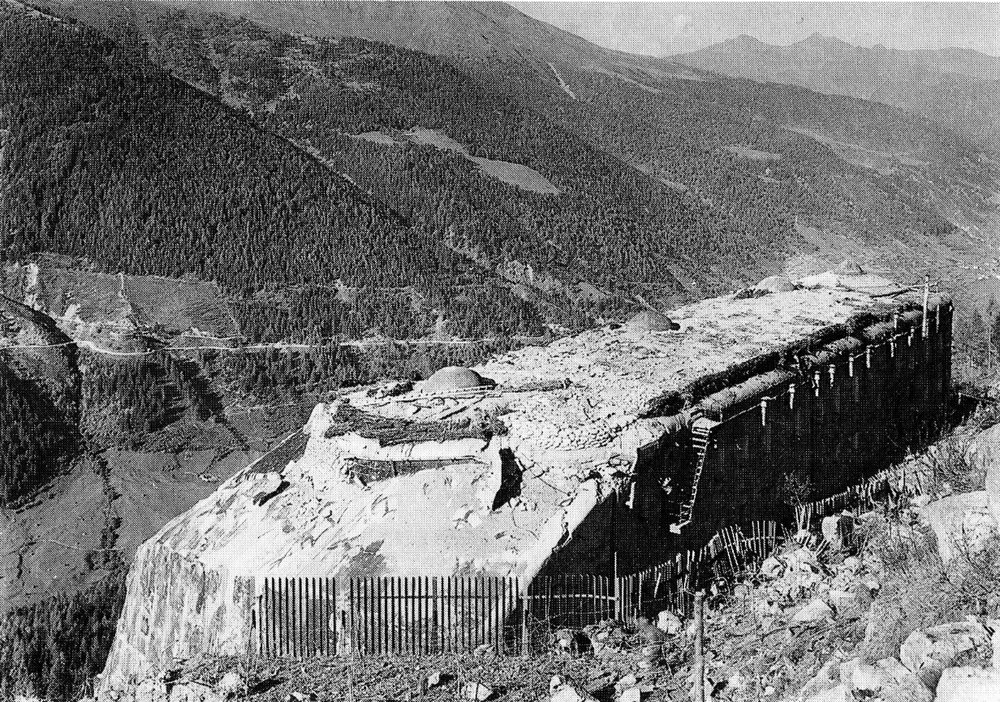
Österreichisches Festungswerk Presanella am Tonalepass
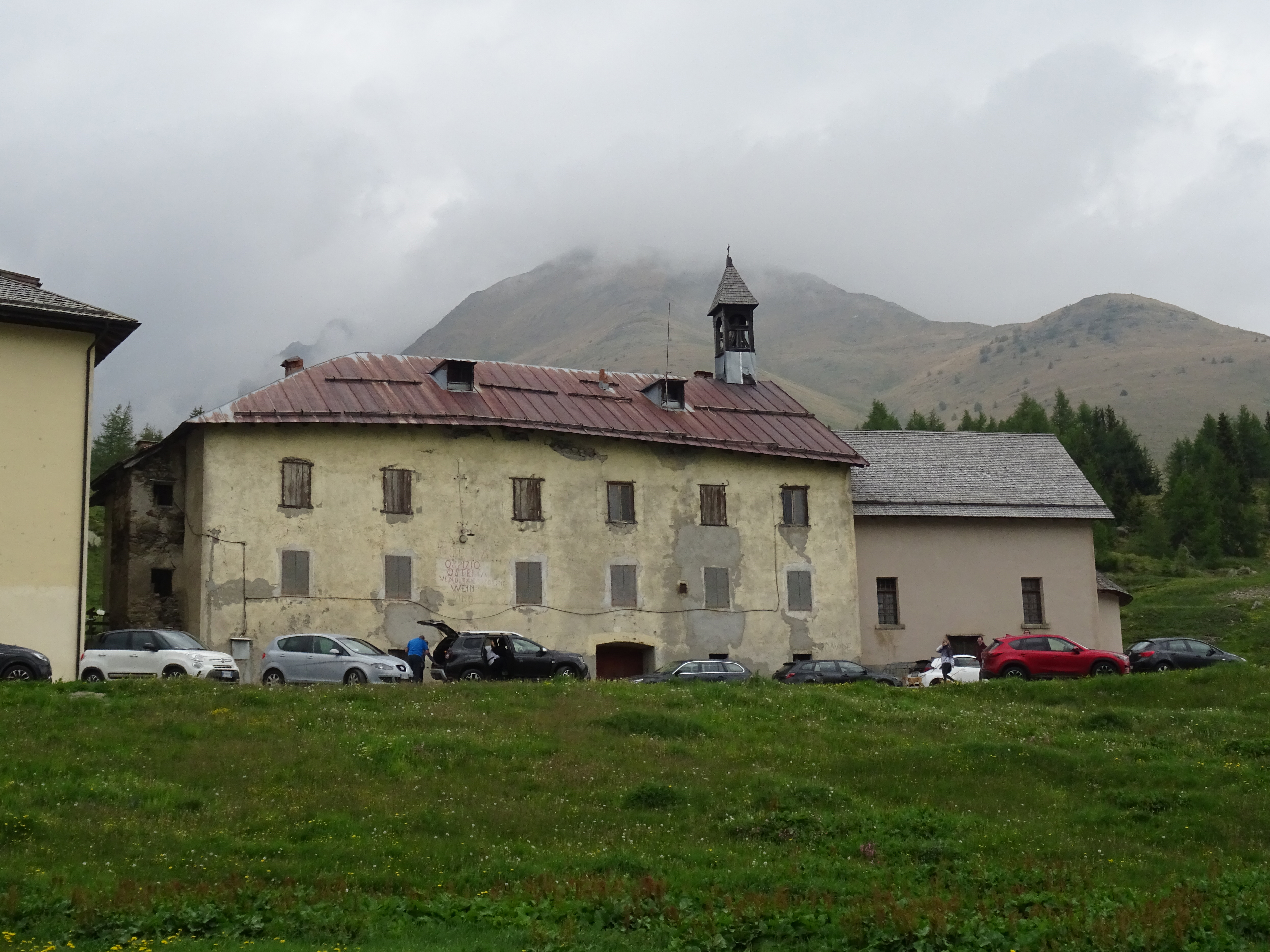
Hospiz und Kapelle San Bartolomeo
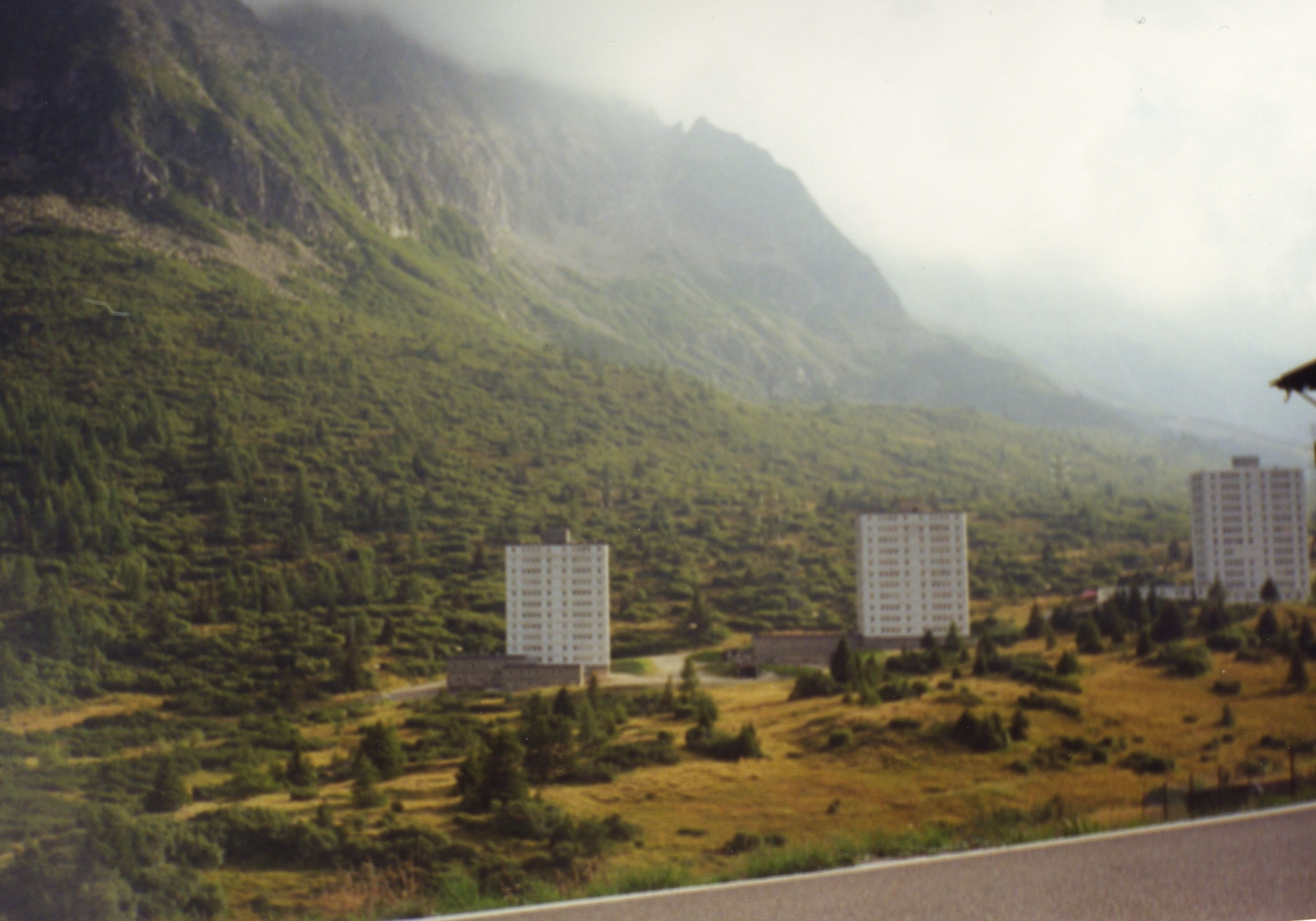
Die „Tonaletürme“

## Radsport

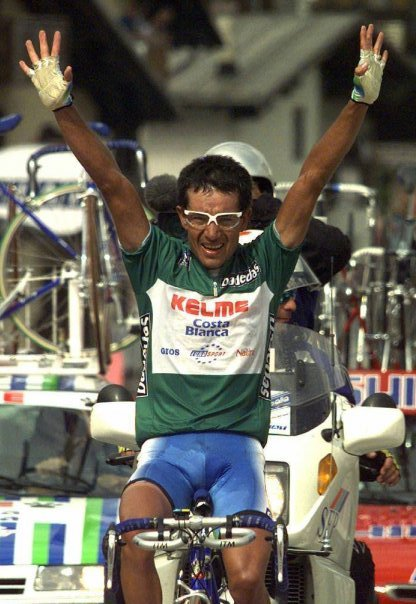
José Jaime González gewinnt die erste Bergankunft am Passo Tonale

Der Giro d’Italia führte im Jahr 1933 erstmals über den Passo Tonale, als die erste Bergwertung der Italien-Rundfahrt ausgetragen wurde. Auf dem abschließenden Teilstück von Bozen nach Mailand wurde damals die Nordauffahrt in der frühen Rennphase genutzt, wobei der spätere Gesamtsieger Alfredo Binda über die Passhöhe führte.
Seither führt der Giro d’Italia in regelmäßigen Abständen über den Passo Tonale, wobei meist die Nordauffahrt gegen Ende der Rundfahrt befahren wurde. Die Südauffahrt schien erstmals im Jahr 1953 im Programm der Italien-Rundfahrt auf und kehrte nach fast 30-jähriger Abwesenheit beim Giro d’Italia 1981 zurück. Nachdem im Jahr 2000 keine Bergwertung, sondern ein Zwischensprint auf der Passhöhe ausgefahren wurde, gilt der Passo Tonale von beiden Auffahrten als Anstieg der 2. Kategorie. Im Jahr 2022 wurde auf dem Pass keine Bergwertung abgenommen, da sich der Start im nahegelegenen Ponte di Legno befand.
Einer der bekanntesten Begebenheiten auf dem Passo Tonale ereignete sich beim Giro d’Italia 1939, bei dem es zum Duell zwischen Gino Bartali und Giovanni Valetti kam. Nachdem Giovanni Valetti die Gesamtführung am 9. Etappentag übernommen hatte, verlor er das Rosa Trikot nach der 15. Etappe, als er Gino Bartali im Anstieg des Passo Rolle ziehen lassen musste und fast acht Minuten einbüßte. Auf der vorletzten Etappe führte die Strecke zunächst über den verschneiten Passo Tonale, wobei Giovanni Valetti die Passhöhe aufgrund eines Reifenschadens fast fünf Minuten auf seinen Kontrahenten verlor. Mit der der Unterstützung seines Teamkollegen Olimpio Bizzi konnte er die Lücke jedoch noch einmal schließen, ehe die beiden den gesamtführenden Gino Bartali im Anstieg von Aprica distanzierten. Giovanni Valetti gewann die Etappe und holte das Rosa Trikot mit einem großen Vorsprung zurück. Tags drauf kam er als Gesamtsieger in Mailand an.
Nachdem der Pass im Jahr 1989 wegen Schneefalls aus dem Programm genommen worden war, fanden in den Jahren 1997 und 2010 erstmals Bergankünfte auf dem Passo Tonale statt. Beim Giro d’Italia 1997 gewann der Kolumbianer José Jaime González die Etappe, während Ivan Gotti das Rosa Trikot verteidigte. 13 Jahre später setzte sich der Schweizer Johann Tschopp vor Cadel Evans und Ivan Basso durch, wobei Letzterer einen Tag später seinen zweiten Gesamtsieg fixierte.
| Jahr  | Etappe     | Bergwertung  | Fahrer                | Auffahrt |
| ----- | ---------- | ------------ | --------------------- | -------- |
| 1933  | 17. Etappe | GPM          | Alfredo Binda         | Nord     |
| 1939  | 16. Etappe | GPM          | Gino Bartali          | Nord     |
| 1953  | 16. Etappe | GPM          | Gino Bartali          | Süd      |
| 1954  | 21. Etappe | GPM          | Vincenzo Rossello     | Nord     |
| 1959  | 16. Etappe | GPM          | Hans Junkermann       | Nord     |
| 1960  | 20. Etappe | GPM          | Rik Van Looy          | Nord     |
| 1962  | 15. Etappe | GPM          | Vittorio Adorni       | Nord     |
| 1967  | 21. Etappe | GPM          | Marcello Mugnaini     | Nord     |
| 1969  | 23. Etappe | GPM          | Giancarlo Polidori    | Nord     |
| 1971  | 19. Etappe | GPM          | Lino Farisato         | Nord     |
| 1977  | 19. Etappe | GPM          | Jürgen Kraft          | Nord     |
| 1978  | 18. Etappe | GPM          | Ueli Sutter           | Nord     |
| 1979  | 18. Etappe | GPM          | Bruno Vicino          | Nord     |
| 1981  | 18. Etappe | GPM          | Leonardo Natale       | Süd      |
| 1984  | 18. Etappe | GPM          | Jesús Rodríguez Magro | Süd      |
| 1990  | 17. Etappe | GPM          | Stephan Joho          | Nord     |
| 1991  | 16. Etappe | GPM          | Roberto Pagnin        | Süd      |
| 1996  | 21. Etappe | GPM          | Davide Perona         | Nord     |
| 1997* | 20. Etappe | GPM          | José Jaime González   | Nord     |
| 1999  | 21. Etappe | GPM          | Mariano Piccoli       | Nord     |
| 2004  | 18. Etappe | 2. Kategorie | Fabian Wegmann        | Nord     |
| 2006  | 19. Etappe | 2. Kategorie | Juan Manuel Gárate    | Nord     |
| 2010* | 20. Etappe | 2. Kategorie | Johann Tschopp        | Süd      |
| 2011  | 17. Etappe | 2. Kategorie | Ben Gastauer          | Nord     |
| 2012  | 20. Etappe | 2. Kategorie | Matteo Rabottini      | Nord     |
| 2015  | 16. Etappe | 2. Kategorie | Rubén Fernández       | Nord     |
| 2017  | 17. Etappe | 2. Kategorie | Pierre Rolland        | Süd      |
| 2025  | 17. Etappe | 2. Kategorie | Lorenzo Fortunato     | Nord     |

* Bergankunft